# عبد الكريم جواد (محامي)
عبد الكريم جواد وهو محامي عراقي ينتمي إلى أسرة آل النجم وهي أسرة عربية من القبيلة طي العربية، وكانت مشهورة في ناحية كنعان في محافظة ديالى بالزراعة، ونزح بعض رجال هذه الأسرة إلى بغداد وأمتهنوا التجارة والزراعة، ولهم مجلس علمي معروف يدعى مجلس آل النجم، يحضرهُ العلماء والأدباء ولقد تخرج عبد الكريم من كلية الحقوق في جامعة بغداد عام 1936م، ولهُ مؤلفات عديدة في الاقتصاد والسياسة.

## من مؤلفاته
- كتاب حاكم بغداد.
- كتاب موجز المرافعات الحقوقية.
- مباديء الاقتصاد السياسي - (مخطوط )، وهو عبارة عن محاضرات ألقاها على طلبة الصفوف المنتهية في علم الأقتصاد.